# Jacques Villeneuve
Jacques Joseph Charles Villeneuve (Saint-Jean-sur-Richelieu, Quebec, Canadá; 9 de abril de 1971), más conocido como Jacques Villeneuve, es un expiloto de automovilismo y comentarista canadiense. Fue campeón del Campeonato Mundial de Fórmula 1 en 1997 con Williams en su segunda temporada, y subcampeón en 1996 como debutante, logrando 11 victorias y 23 podios en 163 grandes premios. También obtuvo el campeonato de la serie CART World Series en 1995, triunfando además en las 500 Millas de Indianápolis, donde también resultó segundo en 1994.
Ha ganado 2 de las 3 carreras que conforman la triple corona del automovilismo, solamente le faltan las 24 Horas de Le Mans, ha pilotado en las ediciones de 2007 y 2008 con Peugeot, resultando segundo en su segunda participación.

## Trayectoria

### Inicios
Es hijo de Gilles Villeneuve, quien también fue piloto en la Fórmula 1 y falleció en un accidente en las pruebas clasificatorias del Gran Premio de Bélgica de 1982.  Uno de sus tíos, también llamado Jacques "Jacquo" Villeneuve, fue piloto en carreras de Estados Unidos y Canadá, llegando a ganar una prueba de CART.
El joven Jacques, siguiendo los pasos de sus familiares, comenzó compitiendo en la Fórmula 3 Italiana entre los años 1989 y 1991.  En 1992, participó en la Fórmula 3 Japonesa, donde obtuvo tres victorias y el subcampeonato. Al año siguiente, pasó a la Fórmula Atlantic norteamericana, ganando allí 5 pruebas para terminar tercero.

### CART

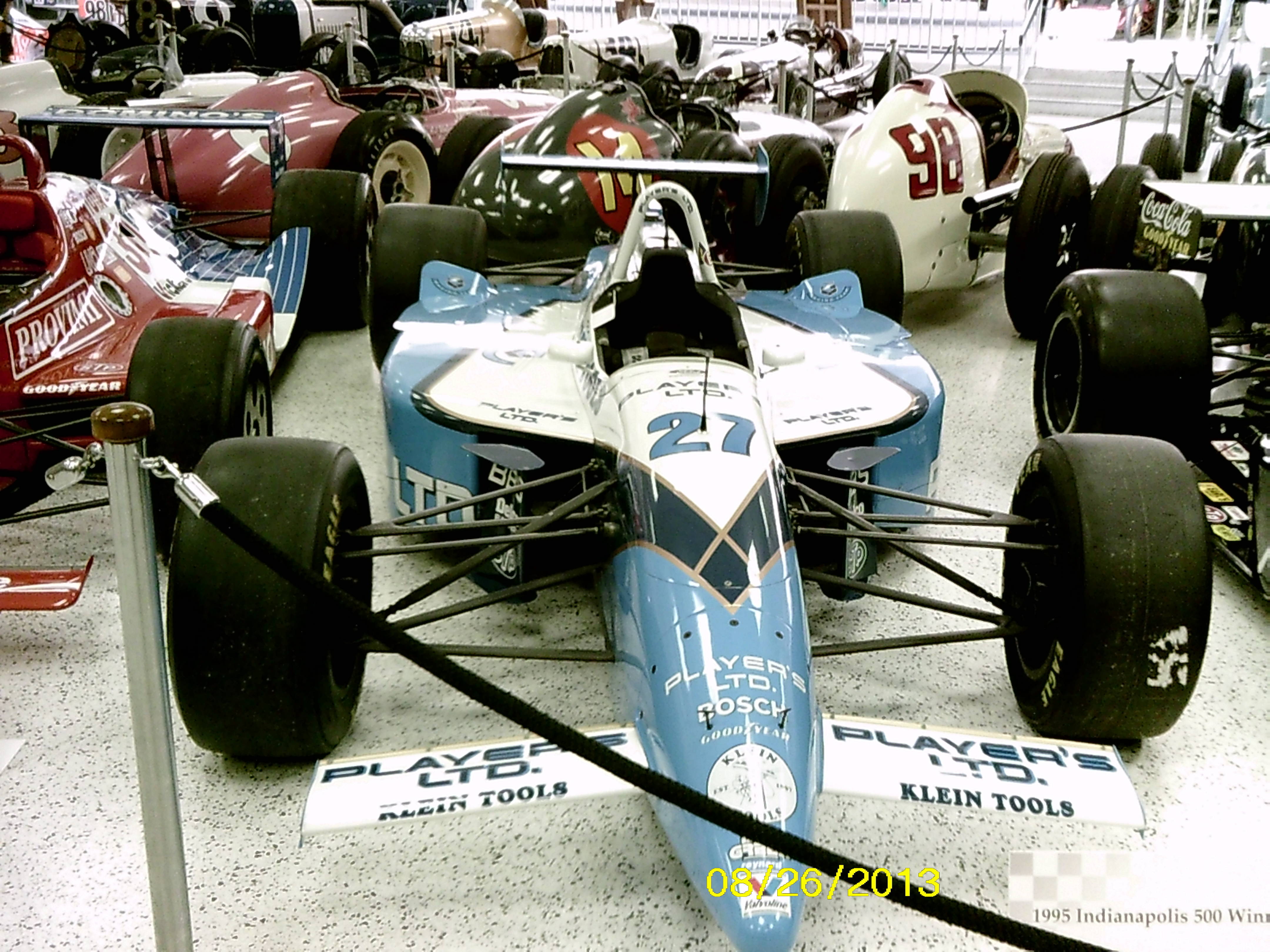
Para el equipo Forsythe, Jacques Villeneuve se alzó el trofeo de las 500 Millas de Indianápolis de 1995. En la fotografía, el coche ganador de la Indy 500 de 1995.

Su pase a la CART se produjo en 1994, al ser contratado por Forsythe/Green. Terminó sexto y fue declarado novato del año, gracias a una serie de buenos resultados, que incluyeron una victoria en Road America, un segundo lugar en las 500 Millas de Indianápolis y un tercero en Laguna Seca. En 1995, Jacques ganó las 500 Millas de Indianápolis y cosechó cuatro victorias y siete podios con el equipo Green, lo que lo llevó a obtener el título de la categoría frente a Al Unser Jr., Bobby Rahal y Michael Andretti.

### Fórmula 1

#### Williams y el Campeonato del Mundo

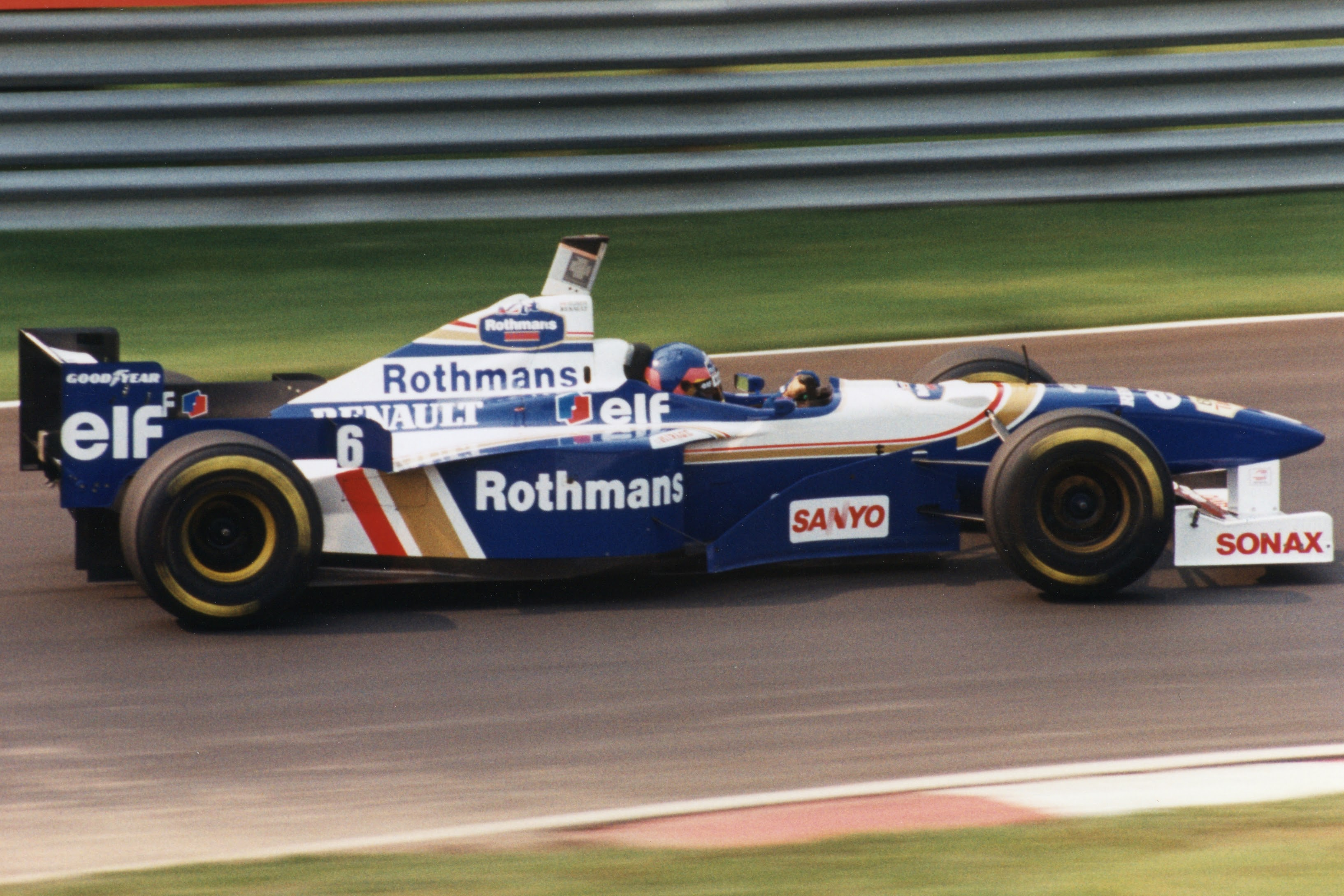
Jacques conduciendo un Williams en el Gran Premio de Canadá de 1996.

En 1996, Villeneuve pasó a competir a la máxima categoría, formando parte del equipo Williams en sustitución de David Coulthard.
En su debut se convirtió en el cuarto piloto en lograr la pole position y un podio en su primer GP (los tres anteriores fueron Giuseppe Farina, Carlos Reutemann y Mario Andretti), aunque bien hubiera podido ganar de no ser por un problema de motor en las últimas vueltas.
En esa temporada, Jacques obtuvo 4 victorias y subió al podio un total de 11 veces, finalizando el año con 78 puntos. Todas estas cifras se convirtieron en récords para un novato que tuvo la oportunidad de entrar a la Fórmula 1 con el mejor equipo del momento. El canadiense finalizó en el segundo lugar del campeonato de pilotos, por detrás de su compañero de equipo Damon Hill, y colaboró para que su escudería obtuviera el título de constructores con una ventaja de más de 100 puntos.
Con la partida de Hill en 1997 hacia Arrows, Villeneuve se convirtió claramente en el piloto número 1 de Williams, y respondió a las expectativas ganando siete carreras (su compañero Frentzen solo ganó una) que le permitieron coronarse en el campeonato de pilotos, al tiempo que Frank Williams sumaba otro título de constructores para su escudería. El campeonato de pilotos se definió en la última carrera, el Gran Premio de Europa, en un apasionante duelo con Michael Schumacher; en el cual el alemán realizó una polémica maniobra, golpeando a Jacques y quedando fuera de carrera. La temporada finalizó con 10 poles, 8 podios y 81 puntos para Villeneuve.
Al año siguiente, Williams adoptó los motores Mecachrome, menos competitivos que los Renault, y Adrian Newey salió del equipo. El canadiense no obtuvo ninguna victoria en la temporada, obteniendo dos podios y nueve resultados puntuables en 16 carreras. Finalizó quinto en el campeonato, aunque de vuelta se impuso delante de su compañero Heinz-Harald Frentzen.

#### BAR Honda y su declive
En 1999, el canadiense pasó a formar parte de la recién constituida escudería British American Racing (BAR), uno de cuyos fundadores y accionistas era Craig Pollock, mánager del canadiense. A pesar de las expectativas que se tenían con el nuevo equipo, BAR tuvo una pésima temporada, debido a la falta de rendimiento, al punto de abandonar en las primeras 11 carreras y no obtener un punto en todo el año.
Villeneuve permanecería en la escudería durante cinco temporadas. En 2000 puntuó en siete carreras y terminó séptimo en el campeonato. Repitió la séptima colocación en 2001, en este caso con tres terceros puestos, un cuarto y un sexto. Luego culminó 12.º en 2002 y 16.º en 2003, puntuando en dos carreras en ambos casos.
Durante este período, Jacques peleó con las armas que tuvo a su disposición, haciendo fantásticas salidas (a tal punto de ser sospechoso de usar un prohibido control de tracción), muy buenas maniobras de adelantamiento, y buenas remontadas en carrera. Demostró ser más veloz que sus compañeros de equipo Ricardo Zonta, Mika Salo y Olivier Panis. En 2003 no logró superar a su compañero Jenson Button, piloto muy competitivo, siendo los fallos mecánicos un punto que jugó en contra de Villeneuve.
Honda, que suministraba motores a BAR, presionó al equipo para que contratara a un piloto japonés. Finalmente, en la última carrera del año 2003, Villeneuve fue reemplazado por Takuma Satō, quien se quedaría con una butaca titular en el equipo al siguiente año.
Tras la partida de Jacques, BAR tuvo una notable mejoría en su rendimiento, alcanzando el segundo puesto en el campeonato de constructores, debido también a una muy buena actuación de Jenson Button. Posteriormente, el equipo BAR fue comprado por Honda, pero perdió mucho rendimiento.

### Regreso a la máxima categoría
En 2004, Villeneuve estuvo sin equipo, hasta que en septiembre se produjo un sorpresivo regreso de Jacques a la máxima categoría. Flavio Briatore, director de Renault, despidió a su piloto titular Jarno Trulli por los malos resultados, y llamó a Villeneuve, para que corriera las tres últimas carreras de la temporada. Los ingenieros del equipo no lograron poner bien a punto el automóvil del canadiense, que a pesar de los esfuerzos por ayudar a la escudería en la obtención del subcampeonato, no obtuvo puntos en sus participaciones. Finalmente, Renault finalizó tercero en el Campeonato de Constructores, por detrás de BAR, el anterior equipo del canadiense.
Durante la temporada 2005, Villeneuve compitió con la escudería Sauber, con la cual firmó un contrato por dos años, obteniendo buenos resultados considerando el modesto presupuesto del equipo. Puntuó en tres fechas, y quedó 14.º en la tabla general.

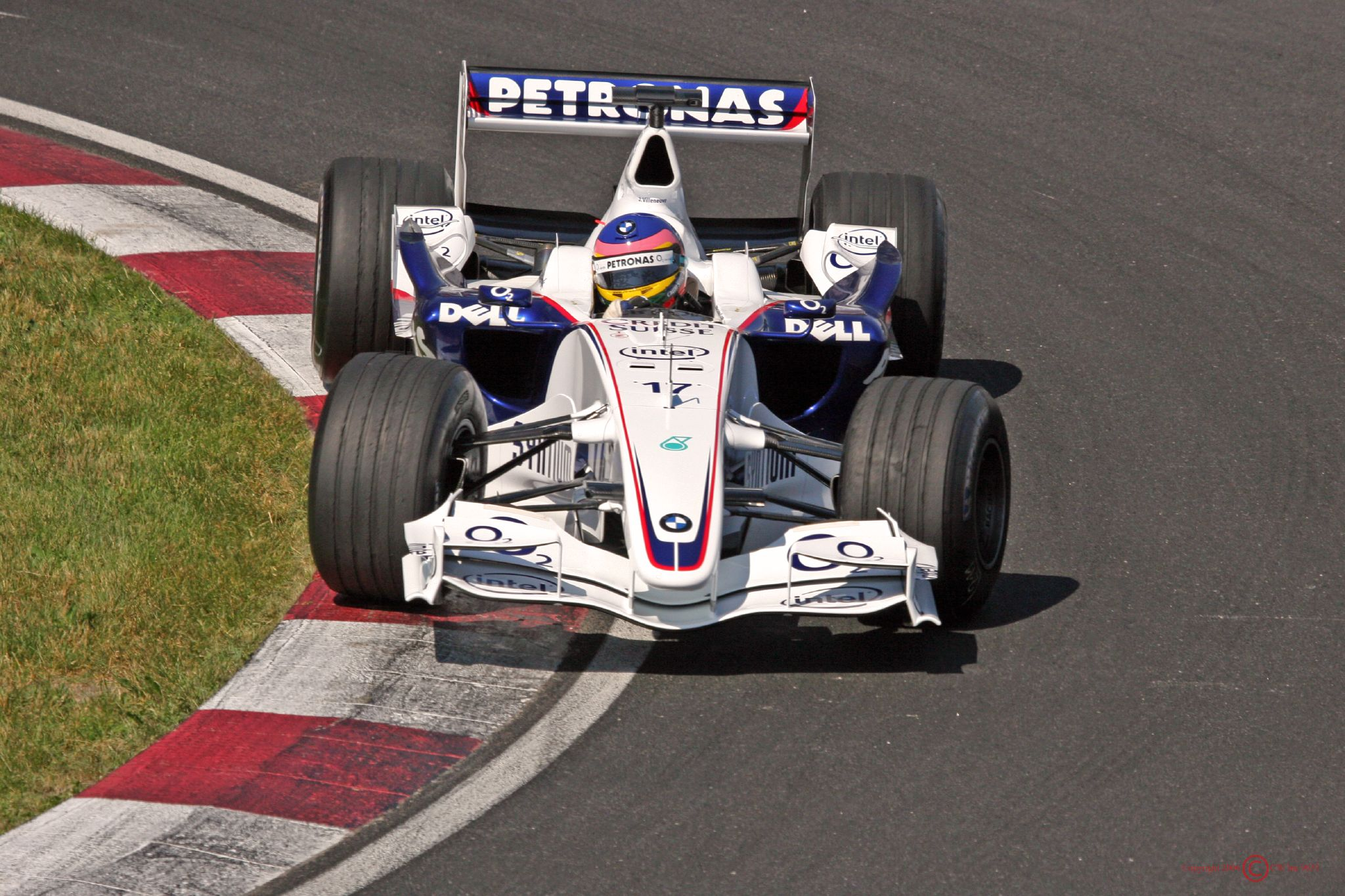
Jacques Villeneuve en el Gran Premio de Canadá de 2006, conduciendo el BMW Sauber F1.06.

Al año siguiente, en 2006, la escudería pasó a manos del gigante automovilístico alemán BMW. Con la nueva denominación de BMW Sauber, Villeneuve, puntuó en las 12 primeras fechas de la temporada, obteniendo un sexto, un séptimo y dos octavos. A continuación, el director de BMW Mario Theissen lo sustituyó por el polaco Robert Kubica. No obstante, Theissen reconoció que Jacques obtuvo buenos resultados de acuerdo con la competitividad del equipo.
Durante la temporada 2009, Jacques reconoció su deseo de volver a la Fórmula 1. Fue candidato a ocupar un asiento en Lotus y USF1. Stefan GP afirmó su interés en contratar a Jacques pero la negación de la FIA al equipo serbio para formar parte de la parrilla frustró sus planes de regreso. En consecuencia, Villeneuve aplazó su intento de regreso hasta la temporada 2011.
Se rumoreó que podría estar preparando un nuevo equipo con el nombre "Villeneuve Racing", hecho que confirmó el propio Villeneuve, afirmando además que es un proyecto en colaboración con el equipo Durango. El nuevo equipo, tuvo que pelear la decimotercera plaza de la parrilla con los equipos Epsilon Euskadi de Joan Villadelprat y Stefan GP de Zoran Stefanovic. Finalmente, la FIA decidió que no habría decimotercer equipo.
Villeneuve evaluó la opción de comprar un equipo ya existente, y aunque se llegó a hablar de la adquisición de equipos como Hispania o Sauber, no se llegó a materializar nada. Consecuentemente, Jacques quedó definitivamente fuera de Fórmula 1.

### Etapa final
Luego de quedar sin butaca en Fórmula 1, Villeneuve disputó algunas carreras en las divisiones nacionales de la NASCAR. En la categoría principal, la NASCAR Cup Series, corrió dos fechas en 2007 con un Toyota del equipo de Bill Davis, una en 2010 con un Toyota de Braun, y una en 2013 con un Chevrolet de Phoenix, resultando 21º en su debut como mejor resultado. En 2007 corrió también siete fechas de la NASCAR Truck Series, la tercera divisional, con una Toyota de Bill Davis, obteniendo un 14.º y un 19.º. Disputó dos fechas de la NASCAR Canada Series en 2009 con Ford y una en 2013 y 2014 con Dodge, llegando tercero en Trois-Rivières 2013 y cuarto en Trois-Rivières 2009.
Sus mejores actuaciones en stock cars las consiguió en la NASCAR Nationwide Series, la categoría telonera de la Copa NASCAR. Ha disputado nueve carreras desde 2008 hasta 2012, siempre en circuitos mixtos, primero con un Toyota de Braun y a partir de 2011 con un Dodge de Penske. Llegó tercero en Montreal 2010, Road America 2011 y Montreal 2012, cuarto en Montreal 2009, sexto en Road America 2012, y octavo en Watkins Glen 2010.
Peugeot Sport contrató a Villeneuve para disputar las 24 Horas de Le Mans de 2007 con un Peugeot 908 HDI FAP de la clase LMP1, donde abandonó. En 2008 corrió dos carreras con dicho automóvil: ganó en los 1000 km de Spa-Francorchamps, y llegó segundo en las 24 Horas de Le Mans.
En 2014, Villeneuve volvió a disputar las 500 Millas de Indianápolis con el equipo Schmidt Peterson, resultando 14.º.
El canadiense también fue invitado a disputar carreras de turismos en Sudamérica, Medio Oriente y Australia. Corrió nueve carreras de la Speedcar Series disputada en 2008 y 2009, obteniendo un quinto lugar y dos sextos. En 2008, disputó la Carrera del Año del Top Race V6 argentino con un Volkswagen Passat número 27 del Oro Racing Team, llegando 16.º. Al año siguiente, abandonó en Interlagos y terminó 13.º en la Carrera del Año. Disputó una fecha del Stock Car Brasil 2011 con un Peugeot 408, terminando 18.º, y una en 2015 con un Chevrolet Sonic junto a Ricardo Zonta, resultando 21º.
Villeneuve corrió el Gran Premio de Surfers Paradise del V8 Supercars en 2010 con un Ford Falcon, resultando quinto en la segunda manga junto a Paul Dumbrell. En 2012, corrió tres fechas con un Holden Commodore del equipo Kelly, sin lograr ningún punto.
En 2014, el piloto disputó ocho fechas del Campeonato Mundial de Rallycross con un Peugeot 208 de Albatec, obteniendo dos 15.os puestos como mejores resultados. Al año siguiente, fue piloto de Venturi de la Fórmula E, con el que disputó tres fechas sin obtener puntos.

## Otras actividades
Villeneuve apareció brevemente en la película de acción Driven, ambientada en la CART. Además apareció en los doblajes al francés europeo y canadiense en la película animada Cars 2 en el rol del periodista David Hobbscap.
En 2006, Jacques Villeneuve estrena en Canadá su canción Accepterais-tu aprovechando el Gran Premio de Canadá en Montreal. Se trata de una canción cantada en francés que hizo disponible antes de estrenar el disco en su página web.
El canadiense integró el grupo que ingresó la bandera olímpica al estadio en la ceremonia de inauguración de los Juegos Olímpicos de Vancouver 2010.

## Resumen de carrera
| Temporada | Categoría                                              | Equipo                                  | Carreras | Poles | Victorias | Puntos | Pos.  |
| --------- | ------------------------------------------------------ | --------------------------------------- | -------- | ----- | --------- | ------ | ----- |
| 1989      | Campeonato de Italia de Fórmula 3                      | Prema Racing                            | 6        | 0     | 0         | 0      | –     |
| 1990      | Campeonato de Italia de Fórmula 3                      | Prema Racing                            | 12       | 0     | 0         | 10     | 13.º  |
| 1991      | Campeonato de Italia de Fórmula 3                      | Prema Racing                            | 11       | 3     | 0         | 20     | 6.º   |
| 1992      | Fórmula 3 Japonesa                                     | TOM'S                                   | 11       | 2     | 3         | 45     | 2.º   |
| 1992      | Campeonato Japonés de Sport Prototipos                 | Toyota Team TOM'S                       | 1        | 0     | 0         | N/A    | NC    |
| 1992      | Toyota Atlantic Championship                           | Comprep/Player's                        | 1        | 0     | 0         | 14     | 28.º  |
| 1993      | Toyota Atlantic Championship                           | Forsythe/Green Racing                   | 15       | 7     | 5         | 185    | 3.º   |
| 1993      | Gran Premio de Macao                                   | March Racing                            | 1        | 0     | 0         | N/A    | NC    |
| 1994      | PPG Indy Car World Series                              | Forsythe/Green Racing                   | 15       | 0     | 1         | 94     | 6.º   |
| 1995      | PPG Indy Car World Series                              | Team Green                              | 17       | 6     | 4         | 172    | 1.º   |
| 1996      | Fórmula 1                                              | Rothmans Williams Renault               | 16       | 3     | 4         | 78     | 2.º   |
| 1997      | Fórmula 1                                              | Rothmans Williams Renault               | 17       | 10    | 7         | 81     | 1.º   |
| 1998      | Fórmula 1                                              | Winfield Williams                       | 16       | 0     | 0         | 21     | 5.º   |
| 1999      | Fórmula 1                                              | British American Racing                 | 16       | 0     | 0         | 0      | NC    |
| 2000      | Fórmula 1                                              | Lucky Strike BAR Honda                  | 17       | 0     | 0         | 17     | 7.º   |
| 2001      | Fórmula 1                                              | Lucky Strike BAR Honda                  | 17       | 0     | 0         | 12     | 7.º   |
| 2002      | Fórmula 1                                              | Lucky Strike BAR Honda                  | 17       | 0     | 0         | 4      | 12.º  |
| 2003      | Fórmula 1                                              | Lucky Strike BAR Honda                  | 14       | 0     | 0         | 6      | 16.º  |
| 2004      | Fórmula 1                                              | Mild Seven Renault F1 Team              | 3        | 0     | 0         | 0      | 21.º  |
| 2005      | Fórmula 1                                              | Sauber Petronas                         | 18       | 0     | 0         | 9      | 14.º  |
| 2006      | Fórmula 1                                              | BMW Sauber F1 Team                      | 12       | 0     | 0         | 7      | 15.º  |
| 2007      | Copa NASCAR                                            | Bill Davis Racing Toyota                | 2        | 0     | 0         | 140    | 60.º  |
| 2007      | NASCAR Craftsman Truck Series                          | Bill Davis Racing Toyota                | 7        | 0     | 0         | 615    | 59.º  |
| 2007      | 24 Horas de Le Mans                                    | Team Peugeot Total                      | 1        | 0     | 0         | N/A    | NC    |
| 2008      | NASCAR Nationwide Series                               | Braun Racing Toyota                     | 1        | 0     | 0         | 120    | 111.º |
| 2008      | Speedcar Series                                        | Speedcar Team                           | 4        | 0     | 0         | 3      | 13.º  |
| 2008      | Le Mans Series                                         | Team Peugeot Total                      | 1        | 0     | 1         | 10     | 9.º   |
| 2008      | 24 Hours of Le Mans                                    | Team Peugeot Total                      | 1        | 0     | 0         | N/A    | 2.º   |
| 2008      | Top Race V6                                            | Oro Racing Team                         | 1        | 0     | 0         | 0      | NC    |
| 2008-09   | Speedcar Series                                        | Durango                                 | 5        | 0     | 0         | 7      | 11.º  |
| 2009      | NASCAR Nationwide Series                               | Braun Racing Toyota                     | 1        | 0     | 0         | 165    | 107.º |
| 2009      | NASCAR Canadian Tire Series                            | Jacombs Racing Ford                     | 2        | 0     | 0         | 257    | 33.º  |
| 2009      | Top Race V6                                            |                                         | 2        | 0     | 0         | 0      | NC    |
| 2009      | Campeonato FIA GT                                      | Gravity Racing International            | 1        | 0     | 0         | 0      | NC    |
| 2010      | NASCAR Sprint Cup Series                               | Braun Racing Toyota                     | 1        | 0     | 0         | 76     | 69.º  |
| 2010      | NASCAR Nationwide Series                               | Braun Racing Toyota                     | 3        | 0     | 0         | 405    | 77.º  |
| 2010      | V8 Supercar Championship Series                        | Rod Nash Racing                         | 2        | 0     | 0         | N/A    | NC    |
| 2011      | NASCAR Nationwide Series                               | Penske Racing                           | 2        | 1     | 0         | 61     | 52.º  |
| 2011      | Stock Car Brasil                                       | Shell V-Power Racing                    | 1        | 0     | 0         | N/A    | NC    |
| 2012      | NASCAR Nationwide Series                               | Penske Racing                           | 2        | 0     | 0         | 82     | 49.º  |
| 2012      | International V8 Supercars Championship                | Kelly Racing                            | 6        | 0     | 0         | N/A    | NC    |
| 2013      | NASCAR Sprint Cup Series                               | Phoenix Racing                          | 1        | 0     | 0         | 3      | 51.º  |
| 2013      | NASCAR Canadian Tire Series                            | Dave Jacombs                            | 1        | 0     | 0         | 43     | 43.º  |
| 2014      | IndyCar Series                                         | Schmidt Peterson Motorsports            | 1        | 0     | 0         | 29     | 30.º  |
| 2014      | Campeonato Mundial de Rallycross de la FIA             | Albatec Racing                          | 8        | 0     | 0         | 8      | 38.º  |
| 2014      | NASCAR Canadian Tire Series                            | Dave Jacombs                            | 1        | 0     | 0         | 20     | 54.º  |
| 2015      | Stock Car Brasil                                       | Shell Racing                            | 1        | 0     | 0         | 0      | NC    |
| 2015-16   | Fórmula E                                              | Venturi Grand Prix                      | 3        | 0     | 0         | 0      | 20.º  |
| 2018      | Campeonato de las Américas de Rallycross               | Subaru Rally Team USA                   | 1        | 0     | 0         | 12     | 14.º  |
| 2019      | NASCAR Whelen Euro Series                              | Go Fas Racing                           | 13       | 0     | 2         | 431    | 8.º   |
| 2019      | Copa Porsche Carrera Escandinavia                      | Mtech Competition                       | 4        | 0     | 0         | 0      | NC†   |
| 2020      | NASCAR Whelen Euro Series                              | FEED Vict Racing                        | 4        | 0     | 0         | 104    | 21.º  |
| 2021      | NASCAR Whelen Euro Series                              | Academy Motorsport                      | 8        | 2     | 1         | 331    | 9.º   |
| 2022      | NASCAR Cup Series                                      | Team Hezeberg by Reaume Brothers Racing | 1        | 0     | 0         | 15     | 36.º  |
| 2022      | NASCAR Pinty's Series                                  | Dumoulin Compétition                    | 0        | 0     | 0         | 18     | 51.º  |
| 2023      | Campeonato Mundial de Resistencia de la FIA - Hypercar | Floyd Vanwall Racing Team               | 3        | 0     | 0         | 6      | 18.º  |

- † Era piloto invitado, por lo que no sumó puntos.

## Resultados

### Toyota Atlantic Championship
| Año  | Equipo                | 1      | 2     | 3     | 4      | 5     | 6     | 7     | 8     | 9     | 10     | 11     | 12    | 13     | 14    | 15    | Pos. | Puntos |
| ---- | --------------------- | ------ | ----- | ----- | ------ | ----- | ----- | ----- | ----- | ----- | ------ | ------ | ----- | ------ | ----- | ----- | ---- | ------ |
| 1992 | Comprep/Player's      | MIA    | PHX   | LBH   | LIM    | MON   | WGL   | TOR   | TRR 3 | VAN   | MDO    | MOS    | NAZ   | LS1    | LS2   |       | 14.º | 28     |
| 1993 | Forsythe/Green Racing | PHX 18 | LBH 2 | ATL 1 | MIL 17 | MON 1 | MOS 2 | HAL 7 | TOR 3 | LOU 2 | TRR 14 | VAN 19 | MDO 1 | NAZ 11 | LS1 1 | LS2 1 | 3.º  | 185    |

### CART
(Clave) (negrita indica pole position) (cursiva indica vuelta rápida)

| Año  | Equipo                | 1      | 2      | 3      | 4      | 5     | 6      | 7     | 8     | 9      | 10     | 11    | 12     | 13     | 14    | 15    | 16     | 17     | Pos. | Puntos |
| ---- | --------------------- | ------ | ------ | ------ | ------ | ----- | ------ | ----- | ----- | ------ | ------ | ----- | ------ | ------ | ----- | ----- | ------ | ------ | ---- | ------ |
| 1994 | Forsythe/Green Racing | SRF 17 | PHX 25 | LBH 15 | INDY 2 | MIL 9 | DET 7  | POR 6 | CLE 4 | TOR 9  | MCH 20 | MDO 9 | NHA 24 | VAN 24 | ROA 1 | NAZ 7 | LAG 3  |        | 6.º  | 94     |
| 1995 | Team Green            | MIA 1  | SRF 20 | PHX 5  | LBH 25 | NAZ 2 | INDY 1 | MIL 6 | DET 9 | POR 20 | ROA 1  | TOR 3 | CLE 1  | MCH 10 | MDO 3 | NHA 4 | VAN 12 | LAG 11 | 1.º  | 172    |

#### Indianápolis 500
| Año  | Chasis      | Motor   | Inicio | Final | Equipo                       |
| ---- | ----------- | ------- | ------ | ----- | ---------------------------- |
| 1994 | Reynard 94I | Ford XB | 4      | 2     | Forsythe/Green Racing        |
| 1995 | Reynard 95I | Ford XB | 5      | 1     | Team Green                   |
| 2014 | Dallara     | Honda   | 27     | 14    | Schmidt Peterson Motorsports |

### Fórmula 1
(Clave) (negrita indica pole position) (cursiva indica vuelta rápida)

| Año  | Escudería                      | 1       | 2       | 3       | 4       | 5       | 6       | 7       | 8       | 9       | 10      | 11      | 12      | 13      | 14      | 15      | 16      | 17      | 18     | 19     | Pos. | Puntos |
| ---- | ------------------------------ | ------- | ------- | ------- | ------- | ------- | ------- | ------- | ------- | ------- | ------- | ------- | ------- | ------- | ------- | ------- | ------- | ------- | ------ | ------ | ---- | ------ |
| 1996 | Rothmans Williams Renault      | AUS 2   | BRA Ret | ARG 2   | EUR 1   | SMR 11† | MON Ret | ESP 3   | CAN 2   | FRA 2   | GBR 1   | GER 3   | HUN 1   | BEL 2   | ITA 7   | POR 1   | JPN Ret |         |        |        | 2.º  | 78     |
| 1997 | Rothmans Williams Renault      | AUS Ret | BRA 1   | ARG 1   | SMR Ret | MON Ret | ESP 1   | CAN Ret | FRA 4   | GBR 1   | GER Ret | HUN 1   | BEL 5   | ITA 5   | AUT 1   | LUX 1   | JPN DSQ | EUR 3   |        |        | 1.º  | 81     |
| 1998 | Winfield Williams              | AUS 5   | BRA 7   | ARG Ret | SMR 4   | ESP 6   | MON 5   | CAN 10  | FRA 4   | GBR 7   | AUT 6   | GER 3   | HUN 3   | BEL Ret | ITA Ret | LUX 8   | JPN 6   |         |        |        | 5.º  | 21     |
| 1999 | British American Racing        | AUS Ret | BRA Ret | SMR Ret | MON Ret | ESP Ret | CAN Ret | FRA Ret | GBR Ret | AUT Ret | GER Ret | HUN Ret | BEL 15  | ITA 8   | EUR 10† | MYS Ret | JPN 9   |         |        |        | NC   | 0      |
| 2000 | Lucky Strike Reynard BAR Honda | AUS 4   | BRA Ret | SMR 5   | GBR 16† | ESP Ret | EUR Ret | MON 7   | CAN 15† | FRA 4   | AUT 4   | GER 8   | HUN 12  | BEL 7   | ITA Ret | USA 4   | JPN 6   | MYS 5   |        |        | 7.º  | 17     |
| 2001 | Lucky Strike BAR Honda         | AUS Ret | MYS Ret | BRA 7   | SMR Ret | ESP 3   | AUT 8   | MON 4   | CAN Ret | EUR 9   | FRA Ret | GBR 8   | GER 3   | HUN 9   | BEL 8   | ITA 6   | USA Ret | JPN 10  |        |        | 7.º  | 12     |
| 2002 | Lucky Strike BAR Honda         | AUS Ret | MYS 8   | BRA 10† | SMR 7   | ESP 7   | AUT 10† | MON Ret | CAN Ret | EUR 12  | GBR 4   | FRA Ret | GER Ret | HUN Ret | BEL 8   | ITA 9   | USA 6   | JPN Ret |        |        | 13.º | 4      |
| 2003 | Lucky Strike BAR Honda         | AUS 9   | MYS Ret | BRA 6   | SMR Ret | ESP Ret | AUT 12  | MON Ret | CAN Ret | EUR Ret | FRA 9   | GBR 10  | GER 9   | HUN Ret | ITA 6   | USA Ret | JPN     |         |        |        | 16.º | 6      |
| 2004 | Mild Seven Renault F1 Team     | AUS     | MYS     | BHR     | SMR     | ESP     | MON     | EUR     | CAN     | USA     | FRA     | GBR     | GER     | HUN     | BEL     | ITA     | CHN 11  | JPN 10  | BRA 10 |        | 21.º | 0      |
| 2005 | Sauber Petronas                | AUS Ret | MYS Ret | BHR 11† | SMR 4   | ESP Ret | MON 11  | EUR 13  | CAN 9   | USA DNS | FRA 8   | GBR 14  | GER 15  | HUN Ret | TUR 11  | ITA 11  | BEL 6   | BRA 12  | JPN 12 | CHN 10 | 14.º | 9      |
| 2006 | BMW Sauber F1 Team             | BHR Ret | MYS 7   | AUS 6   | SMR 12  | EUR 8   | ESP 12  | MON 14  | GBR 8   | CAN Ret | USA Ret | FRA 11  | GER Ret | HUN     | TUR     | ITA     | CHN     | JPN     | BRA    |        | 15.º | 7      |

### 24 Horas de Le Mans
| Año  | Equipo             | Copilotos                   | Automóvil           | Clase | Vueltas | Pos. | Pos. Clase |
| ---- | ------------------ | --------------------------- | ------------------- | ----- | ------- | ---- | ---------- |
| 2007 | Team Peugeot Total | Nicolas Minassian Marc Gené | Peugeot 908 HDI FAP | LMP1  | 338     | DNF  | DNF        |
| 2008 | Team Peugeot Total | Nicolas Minassian Marc Gené | Peugeot 908 HDI FAP | LMP1  | 381     | 2º   | 2º         |

### Le Mans Series
| Año  | Equipo             | Clase | Chasis              | Motor                                | Neu. | 1   | 2   | 3     | 4   | 5   | Pos. | Puntos |
| ---- | ------------------ | ----- | ------------------- | ------------------------------------ | ---- | --- | --- | ----- | --- | --- | ---- | ------ |
| 2008 | Team Peugeot Total | LMP1  | Peugeot 908 HDI FAP | Peugeot HDi 5.5 L Turbo V12 (Diésel) | M    | CAT | MON | SPA 1 | NÜR | SIL | 9.º  | 10     |

### 24 Horas de Spa
| Año  | Clase | Neu. | Auto                                      | Equipo                       | Copilotos                                      | Vueltas | Pos. | Pos. Clase |
| ---- | ----- | ---- | ----------------------------------------- | ---------------------------- | ---------------------------------------------- | ------- | ---- | ---------- |
| 2009 | G2    | M    | Mosler MT900 R GT3 Chevrolet LS7 7.0 L V8 | Gravity Racing International | Vincent Radermecker Loris de Sordi Ho-Pin Tung | 65      | DNF  | DNF        |

### NASCAR

#### Sprint Cup Series
| Año  | Equipo            | N.º | Automóvil | 1       | 2   | 3   | 4   | 5   | 6   | 7   | 8   | 9   | 10  | 11  | 12  | 13  | 14  | 15  | 16     | 17  | 18  | 19  | 20     | 21  | 22  | 23  | 24  | 25  | 26  | 27  | 28  | 29  | 30     | 31  | 32  | 33  | 34  | 35     | 36  | Pos. | Puntos |
| ---- | ----------------- | --- | --------- | ------- | --- | --- | --- | --- | --- | --- | --- | --- | --- | --- | --- | --- | --- | --- | ------ | --- | --- | --- | ------ | --- | --- | --- | --- | --- | --- | --- | --- | --- | ------ | --- | --- | --- | --- | ------ | --- | ---- | ------ |
| 2007 | Bill Davis Racing | 27  | Toyota    | DAY     | CAL | LVS | ATL | BRI | MAR | TEX | PHO | TAL | RCH | DAR | CLT | DOV | POC | MCH | SON    | NHA | DAY | CHI | IND    | POC | GLN | MCH | BRI | CAL | RCH | NHA | DOV | KAN | TAL 21 | CLT | MAR | ATL | TEX | PHO 41 | HOM | 60.º | 140    |
| 2008 | Bill Davis Racing | 27  | Toyota    | DAY DNQ | CAL | LVS | ATL | BRI | MAR | TEX | PHO | TAL | RCH | DAR | CLT | DOV | POC | MCH | SON    | NHA | DAY | CHI | IND    | POC | GLN | MCH | BRI | CAL | RCH | NHA | DOV | KAN | TAL    | CLT | MAR | ATL | TEX | PHO    | HOM | NC   | 0      |
| 2010 | Braun Racing      | 32  | Toyota    | DAY     | CAL | LVS | ATL | BRI | MAR | TEX | PHO | TAL | RCH | DAR | DOV | CLT | POC | MCH | SON    | NHA | DAY | CHI | IND 29 | POC | GLN | MCH | BRI | ATL | RCH | NHA | DOV | KAN | CAL    | CLT | MAR | TAL | TEX | PHO    | HOM | 69.º | 76     |
| 2013 | Phoenix Racing    | 51  | Chevy     | DAY     | PHO | LVS | BRI | CAL | MAR | TEX | KAN | RCH | TAL | DAR | CLT | DOV | POC | MCH | SON 41 | KEN | DAY | NHA | IND    | POC | GLN | MCH | BRI | ATL | RCH | CHI | NHA | DOV | KAN    | CLT | TAL | MAR | TEX | PHO    | HOM | 51.º | 3      |

Daytona 500
| Año  | Equipo            | Constructor | Inicio | Final |
| ---- | ----------------- | ----------- | ------ | ----- |
| 2008 | Bill Davis Racing | Toyota      | DNQ    | DNQ   |

#### Nationwide Series
| Año  | Equipo        | N.º | Automóvil | 1   | 2   | 3   | 4   | 5   | 6   | 7   | 8   | 9   | 10  | 11  | 12  | 13  | 14    | 15     | 16    | 17  | 18  | 19  | 20  | 21  | 22    | 23     | 24     | 25    | 26  | 27  | 28  | 29  | 30  | 31  | 32  | 33  | 34  | 35  | Pos.  | Puntos |
| ---- | ------------- | --- | --------- | --- | --- | --- | --- | --- | --- | --- | --- | --- | --- | --- | --- | --- | ----- | ------ | ----- | --- | --- | --- | --- | --- | ----- | ------ | ------ | ----- | --- | --- | --- | --- | --- | --- | --- | --- | --- | --- | ----- | ------ |
| 2008 | Braun Racing  | 32  | Toyota    | DAY | CAL | LVS | ATL | BRI | NSH | TEX | PHO | MEX | TAL | RCH | DAR | CLT | DOV   | NSH    | KEB   | MIL | NHA | DAY | CHI | GTY | IRP   | CGV 16 | GLN    | MCH   | BRI | CAL | RCH | DOV | KAN | CLT | MEM | TEX | PHO | HOM | 111.º | 120    |
| 2009 | Braun Racing  | 32  | Toyota    | DAY | CAL | LVS | BRI | TEX | NSH | PHO | TAL | RCH | DAR | CLT | DOV | NSH | KEN   | MIL    | NHA   | DAY | CHI | GTY | IRP | IOW | GLN   | MCH    | BRI    | CGV 4 | ATL | RCH | DOV | KAN | CAL | CLT | MEM | TEX | PHO | HOM | 107.º | 165    |
| 2010 | Braun Racing  | 32  | Toyota    | DAY | CAL | LVS | BRI | NSH | PHO | TEX | TAL | RCH | DAR | DOV | CLT | NSH | KEN   | ROA 25 | NHA   | DAY | CHI | GTY | IRP | IOW | GLN 8 | MCH    | BRI    | CGV 3 | ATL | RCH | DOV | KAN | CAL | CLT | GTY | TEX | PHO | HOM | 77.º  | 405    |
| 2011 | Penske Racing | 22  | Dodge     | DAY | PHO | LVS | BRI | CAL | TEX | TAL | NSH | RCH | DAR | DOV | IOW | CLT | CHI   | MCH    | ROA 3 | DAY | KEN | NHA | NSH | IRP | IOW   | GLN    | CGV 27 | BRI   | ATL | RCH | CHI | DOV | KAN | CLT | TEX | PHO | HOM |     | 52.º  | 61     |
| 2012 | Penske Racing | 22  | Dodge     | DAY | PHO | LVS | BRI | CAL | TEX | RCH | TAL | DAR | IOW | CLT | DOV | MCH | ROA 6 | KEN    | DAY   | NHA | CHI | IND | IOW | GLN | CGV 3 | BRI    | ATL    | RCH   | CHI | KEN | DOV | CLT | KAN | TEX | PHO | HOM |     |     | 49.º  | 82     |

#### Craftsman Truck Series
| Año  | Equipo            | N.º | Pickup | 1   | 2   | 3   | 4   | 5   | 6   | 7   | 8   | 9   | 10  | 11  | 12  | 13  | 14  | 15  | 16  | 17  | 18  | 19     | 20     | 21     | 22     | 23     | 24     | 25     | Pos. | Puntos |
| ---- | ----------------- | --- | ------ | --- | --- | --- | --- | --- | --- | --- | --- | --- | --- | --- | --- | --- | --- | --- | --- | --- | --- | ------ | ------ | ------ | ------ | ------ | ------ | ------ | ---- | ------ |
| 2007 | Bill Davis Racing | 27  | Toyota | DAY | CAL | ATL | MAR | KAN | LOW | MAN | DOV | TEX | MCH | MIL | MEM | KEN | IRP | NSH | BRI | GTY | NHA | LVS 21 | TAL 30 | MAR 32 | ATL 14 | TEX 25 | PHO 19 | HOM 36 | 42.º | 615    |

#### Canadian Tire Series
| Año  | Equipo         | N.º | Automóvil | 1   | 2   | 3    | 4      | 5   | 6   | 7      | 8     | 9     | 10  | 11  | 12  | 13  | Pos. | Puntos |
| ---- | -------------- | --- | --------- | --- | --- | ---- | ------ | --- | --- | ------ | ----- | ----- | --- | --- | --- | --- | ---- | ------ |
| 2009 | Jacombs Racing | 7   | Ford      | ASE | DEL | MOS  | ASE 22 | MPS | EDM | SAS    | MOS   | CTR 4 | MTL | BAR | RIS | KWA | 33.º | 257    |
| 2013 | 22 Racing      | 24  | Dodge     | MOS | DEL | MOS  | ICAR   | MPS | SAS | ASE    | CTR 3 | RIS   | MOS | BAR | KWA |     | 43.º | 43     |
| 2014 | Jacombs Racing | 7   | Dodge     | MOS | ACD | ICAR | EIR    | SAS | ASE | CTR 24 | RIS   | MOS   | BAR | KWA |     |     | 60.º | 20     |

### Speedcar Series
(Clave) (negrita indica pole position) (cursiva indica vuelta rápida)

| Año     | Equipo        | 1     | 2       | 3        | 4      | 5        | 6        | 7      | 8        | 9    | Pos. | Puntos |
| ------- | ------------- | ----- | ------- | -------- | ------ | -------- | -------- | ------ | -------- | ---- | ---- | ------ |
| 2008    | Speedcar Team | SEN1  | SEN2    | SEP1     | SEP2   | BHR1 6   | BHR2 Ret | DUB1 9 | DUB2 Ret |      | 14.º | 3      |
| 2008-09 | Durango       | DUB 6 | BHR1 10 | BHR2 Ret | LOS1 5 | LOS2 Ret | DUB1     | DUB2   | BHR1     | BHR2 | 11.º | 7      |

### Stock Car Brasil
| Año  | Equipo               | Automóvil       | 1        | 2     | 3     | 4     | 5     | 6     | 7      | 8     | 9     | 10    | 11    | 12    | 13    | 14    | 15    | 16    | 17    | 18    | 19    | 20    | 21    | Pos. | Puntos |
| ---- | -------------------- | --------------- | -------- | ----- | ----- | ----- | ----- | ----- | ------ | ----- | ----- | ----- | ----- | ----- | ----- | ----- | ----- | ----- | ----- | ----- | ----- | ----- | ----- | ---- | ------ |
| 2011 | Shell V-Power Racing | Peugeot 408     | CTB      | INT   | RBP   | VEL   | CGD   | RIO   | INT 18 | SAL   | SCZ   | LON   | BSB   | VEL   |       |       |       |       |       |       |       |       |       | NC†  | 0†     |
| 2015 | Shell Racing         | Chevrolet Sonic | GOI 1 21 | RBP 1 | RBP 2 | VEL 1 | VEL 2 | CUR 1 | CUR 2  | SCZ 1 | SCZ 2 | CUR 1 | CUR 2 | GOI 1 | CAS 1 | CAS 2 | BRA 1 | BRA 2 | CUR 1 | CUR 2 | TAR 1 | TAR 2 | INT 1 | NC†  | 0†     |

- † No fue apto para sumar puntos.

### V8 Supercar
| Año  | Equipo          | Automóvil           | 1      | 2      | 3      | 4      | 5      | 6      | 7      | 8      | 9      | 10      | 11      | 12      | 13      | 14          | 15         | 16         | 17         | 18         | 19         | 20         | 21        | 22      | 23      | 24      | 25      | 26      | 27      | 28      | 29      | 30      | 31      | Pos. | Puntos |
| ---- | --------------- | ------------------- | ------ | ------ | ------ | ------ | ------ | ------ | ------ | ------ | ------ | ------- | ------- | ------- | ------- | ----------- | ---------- | ---------- | ---------- | ---------- | ---------- | ---------- | --------- | ------- | ------- | ------- | ------- | ------- | ------- | ------- | ------- | ------- | ------- | ---- | ------ |
| 2010 | Rod Nash Racing | Ford FG Falcon      | YMC R1 | YMC R2 | BHR R3 | BHR R4 | ADE R5 | ADE R6 | HAM R7 | HAM R8 | QLD R9 | QLD R10 | WIN R11 | WIN R12 | HDV R13 | HDV R14     | TOW R15    | TOW R16    | PHI Q      | PHI R17    | BAT R18    | SUR R19 22 | SUR R20 5 | SYM R21 | SYM R22 | SAN R23 | SAN R24 | SYD R25 | SYD R26 |         |         |         |         | NC   | 0†     |
| 2012 | Kelly Racing    | Holden VE Commodore | ADE R1 | ADE R2 | SYM R3 | SYM R4 | HAM R5 | HAM R6 | BAR R7 | BAR R8 | BAR R9 | PHI R10 | PHI R11 | HID R12 | HID R13 | TOW R14 Ret | TOW R15 24 | QLD R16 24 | QLD R17 24 | SMP R18 24 | SMP R19 26 | SAN Q      | SAN R20   | BAT R21 | SUR R22 | SUR R23 | YMC R24 | YMC R25 | YMC R26 | WIN R27 | WIN R28 | SYD R29 | SYD R30 | NC   | 0†     |

- † No fue apto para sumar puntos.

### IndyCar Series
(Clave) (negrita indica pole position) (cursiva indica vuelta rápida)

| Año  | Equipo                                | Chasis       | Motor | 1   | 2   | 3   | 4   | 5       | 6   | 7   | 8   | 9   | 10  | 11  | 12  | 13  | 14  | 15  | 16  | 17  | 18  | Pos. | Puntos |
| ---- | ------------------------------------- | ------------ | ----- | --- | --- | --- | --- | ------- | --- | --- | --- | --- | --- | --- | --- | --- | --- | --- | --- | --- | --- | ---- | ------ |
| 2014 | Schmidt Peterson Hamilton Motorsports | Dallara DW12 | Honda | STP | LBH | ALA | IMS | INDY 14 | DET | DET | TXS | HOU | HOU | POC | IOW | TOR | TOR | MDO | MIL | SNM | FON | 30.º | 29     |

### Campeonato Mundial de Rallycross de la FIA
| Año  | Equipo         | Automóvil       | 1      | 2   | 3      | 4      | 5      | 6      | 7      | 8   | 9   | 10     | 11  | 12  | Pos. | Puntos |
| ---- | -------------- | --------------- | ------ | --- | ------ | ------ | ------ | ------ | ------ | --- | --- | ------ | --- | --- | ---- | ------ |
| 2014 | Albatec Racing | Peugeot 208 GTi | POR 17 | GBR | NOR 14 | FIN 16 | SWE 17 | BEL 14 | CAN 16 | FRA | GER | ITA 18 | TUR | ARG | 37.º | 8      |

### Fórmula E
(Clave) (negrita indica pole position) (cursiva indica vuelta rápida)

| Año     | Equipo             | 1      | 2      | 3       | 4   | 5   | 6   | 7   | 8   | 9   | 10  | Pos. | Puntos |
| ------- | ------------------ | ------ | ------ | ------- | --- | --- | --- | --- | --- | --- | --- | ---- | ------ |
| 2015-16 | Venturi Grand Prix | PEK 14 | PUT 11 | PDE DNS | BUE | MEX | LBH | PAR | BER | LON | LON | 20.º | 0      |